# 涅伊兹韦斯特纳亚湾
涅伊兹韦斯特纳亚湾（俄语：Бухта Неизвестная）是彼得大帝湾的海湾，属滨海边疆区纳霍德卡城区，位于特鲁德内半岛的西南海岸，处斯卡利斯特角和通古斯角间。海湾狭窄的沿海地带主要由岩石组成，有些地方有带沙子的鹅卵石，沿海地区几乎到处都是干燥的珊瑚礁和大量的干燥和水下岩石。高耸陡峭的通古斯角与岩石接壤，通古斯角是黑岩，在黑色岩石的山脊之间，大约有十个海湾。